# نهب روما (410)
نَهِب رُوِّمَا، حدثَ يوم 24 أغسطس 410 م على يد جحافل جيوش القوط الغربيون بقيادة ملكهم «ألاريك الأول». في ذلك الوقت، لم تعد روما عاصمة للإمبراطورية الرومانية الغربية بعد ان خفت نجمُها، وحلت محلها ميديولانوم (ميلان حاليًا) في 286 م ثم ربنة في 402 م. الا انها أحتفظت بمكانة «المَدينة الخالِدة» والمركز الروحي للإمبراطورية. كان هذا الحدث بمثابة نقطة تحول في تاريخ روما، فهذهِ هي المرة الأولى منذ ما يقرب الـ 800 عام التي تسقط فيها المدينة على يد عدو أجنبي، وكان النهب بمثابة صدمة كبيرة لأصدقاء الإمبراطورية وأعدائها على حد سواء.
يُنظر إلى نهب 410 على أنها سبب رئيسي في سُقوط الإمبراطورية الرومانية الغربية. كتب القديس «جيروم» الذي كان يعيش في بيت لحم في ذلك الوقت: «المَدينة التي أخذت العالمْ كُله أُخِذت بِنَفسِها».

## خلفية
مرت القبائل الجرمانية بتغيرات اجتماعية واقتصادية كبيرة بعد أربعة قرون من الاتصال المُباشر مع الإمبراطورية الرومانية. من القرن الأول إلى القرن الرابع، نما عدد سُكانهم، وإنتاجهم الاقتصادي، وكَثُرت اتحاداتهم القبلية، مِما زاد من قُدرتهم على شن الحرب إلى حد تحدي روما نفسها.
كان القوط، إحدى القبائل الجرمانية، قاموا بغزوا ومُهاجمة الإمبراطورية الرومانية بين الحين والآخر مُنذ عام 238. ولكن في أواخر القرن الرابع، بدأ الهون في غزو أراضيهُم، مِما دفع العديد منهم إلى صوب الإمبراطورية الرومانية. في عام 376، أجبر الهون العديد من قوط طرونجة بقيادة «فريتجيرن» و«ألافيفوس» على البحث عن ملجأ في الإمبراطورية الرومانية الشرقية. بعد فترة وجيزة، أدت المجاعة والضرائب المُرتفعة والكراهية من السكان المحليين إلى تحول القوط ضد الإمبراطورية.
تمرد القوط وبدأوا في النهب والسلب في جميع أنحاء شرق البلقان. سار جيش روماني بقيادة الإمبراطور الروماني الشرقي «فالنس» لإخمادهم. في معركة أدريانوبل عام 378، هزم «فريتجيرن» بشكل حاسم الإمبراطور «فالنس»، الذي قُتل في المعركة. تأسس السلام في نهاية المطاف عام 382 عندما وقع الإمبراطور الشرقي الجديد، «ثيودوسيوس الأول»، معاهدة مع قوط طرونجة، والذين أصبحوا يُعرفون باسم القوط الغربيين. جعلت المُعاهدة القوط الغربيين رعايا الإمبراطورية تحت اسم فيوديراتي. تم تخصيص الجزء الشمالي من أبرشيات داسيا وتراقيا إلى القوط، بينما ظلت الأرض تحت السيادة الرومانية وكان من المتوقع أن يُقدم القوط الغربيون إلى الخدمة العسكرية، فقد اعتبر القوط مُستقلين.
توفي «فريتيجيرن» حوالي عام 382. في عام 391، تم إعلان زعيم قوطي يدعى «ألاريك» ملكًا من قبل مجموعة من القوط الغربيين، على الرغم من الوقت المحدد الذي حدث فيه ذلك (يقول «يوردانس» أن «ألاريك» أصبح ملكًا في عام 400  ويقول «بيتر هيذر» 395 ) وطبيعة هذا المنصب ما تزال محل ناقشة. قاد الاخير غزوًا للأراضي الرومانية الشرقية خارج الأراضي المُخصصة للقوط. هُزم ألاريك من قبل «ثيودوسيوس» وجنراله «فلافيوس ستيليكو» في 392، الذي أجبر «ألاريك» على العودة إلى التبعية الرومانية.
في عام 394، قاد «ألاريك» قوة من القوط الغربيين كجزء من جيش «ثيودوسيوس» لغزو الإمبراطورية الرومانية الغربية. في معركة فريجيدوس، مات ما يقرب من نصف القوط الغربيين في قتال الجيش الروماني الغربي بقيادة المُغتصب «أوجينيوس» وقائده «أربوغاست». خرج «ثيودوسيوس» مظفرًا منصورًا في المعركة، وعلى الرغم من أن «ألاريك» قد حصل على لقب «كوميس» لشجاعته، إلا أن التوترات بين القوط والرومان نمت حيث بدا أن الجنرالات الرومان سعوا لإضعاف القوط بجعلهم يتحملون وطأة القتال. كان «ألاريك» غاضبًا أيضًا لعدم منحه منصبًا أعلى في إدارة الإمبراطورية.

## غزو القوط الغربيين لروما

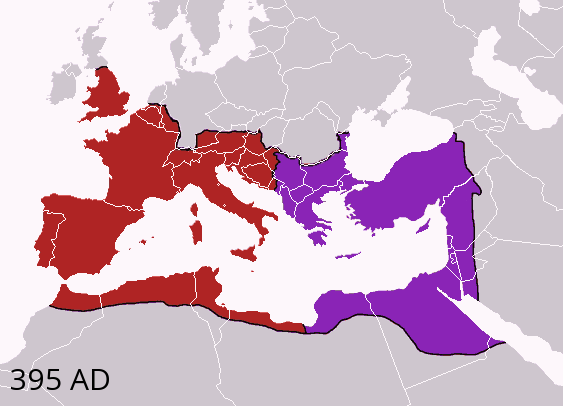
حدود الإمبراطوريات الرومانية الغربية والشرقية عشية موت الأمبراطور «ثيودوسيوس» في 10 يناير 395.

عندما توفي «ثيودوسيوس» في 10 يناير 395، اعتبر القوط الغربيون الحدث كدلالة على نفاذ صلاحية مُعاهدة 382 مع روما. قاد «ألاريك» بسرعة جنوده إلى أراضيهم في مويسيا، وجمع مُعظم القوط المُتمركزين في مقاطعات الدانوب تحت رايته، وتمرد على الفور وغزو تراقيا واقترب من العاصمة الرومانية الشرقية، القسطنطينية. أقدموا الهون في نفس الوقت على غزوا آسيا الصغرى.
لقد دمر موت «ثيودوسيوس» الهيكل السياسي للإمبراطورية: أُعطي أبناء «ثيودوسيوس»، «هونوريوس» و«أركاديوس»، الإمبراطوريات الغربية والشرقية، على التوالي، لكنهم كانوا صغارًا ويحتاجون إلى الاستشارة. نشأ صراع على السلطة بين «ستيليكو»، الذي ادعى الوصاية على كلا الأباطرة لكنه كان لا يزال في الغرب مع الجيش الذي هزم «أوجينيوس» و«روفينوس»، حُكام الولايات الشرقة للإمبراطورية، الذين تولى وصاية «أركاديوس» في العاصمة الشرقية، القسطنطينية. ادعى «ستيليكو» أن «ثيودوسيوس» قد منحه الوصاية الوحيدة عندمى كان على فراش الموت وادعى السلطة على الإمبراطورية الشرقية وكذلك الغرب. تفاوض «روفينوس» مع «ألاريك» لحمله على الانسحاب من القسطنطينية (ربما من خلال وعده باراضي ثيساليا). على أي حال، سار «ألاريك» بعيدًا عن القسطنطينية إلى اليونان، ونهب أبرشية مقدونيا.
تحرك «ستيليكو» شرقًا على رأس جيش روماني غربي وشرقي مُشترك خارج إيطاليا. غير راغب في خوض معركة، حصن «ألاريك» نفسه خلف حصن من العربات في سهل لاريسا، في ثيساليا، حيث حاصره «ستيليكو» لعدة أشهر. في نهاية المطاف، أمره «أركاديوس»، تحت التأثير الواضح لأولئك المُعادين لـ«ستيليكو»، بمُغادرة ثيساليا.
أطاع «ستيليكو» أوامر إمبراطوره بإرسال قواته الشرقية إلى القُسطنطينية وقيادة قواته الغربية إلى إيطاليا. كانت القوات الشرقية التي أرسلها «ستيليكو» إلى القسطنطينية بقيادة قوطي يدعى «غايناس». عندما التقى «روفينوس» بالجنود في نوفمبر 395، طُعِن حتى الموت. سواء تم ذلك بناءً على أوامر «ستيليكو»، أو ربما بناءً على أوامر بديل «روفينوس»، «أوتروبيوس»، ما يزال الامر غير معروف.

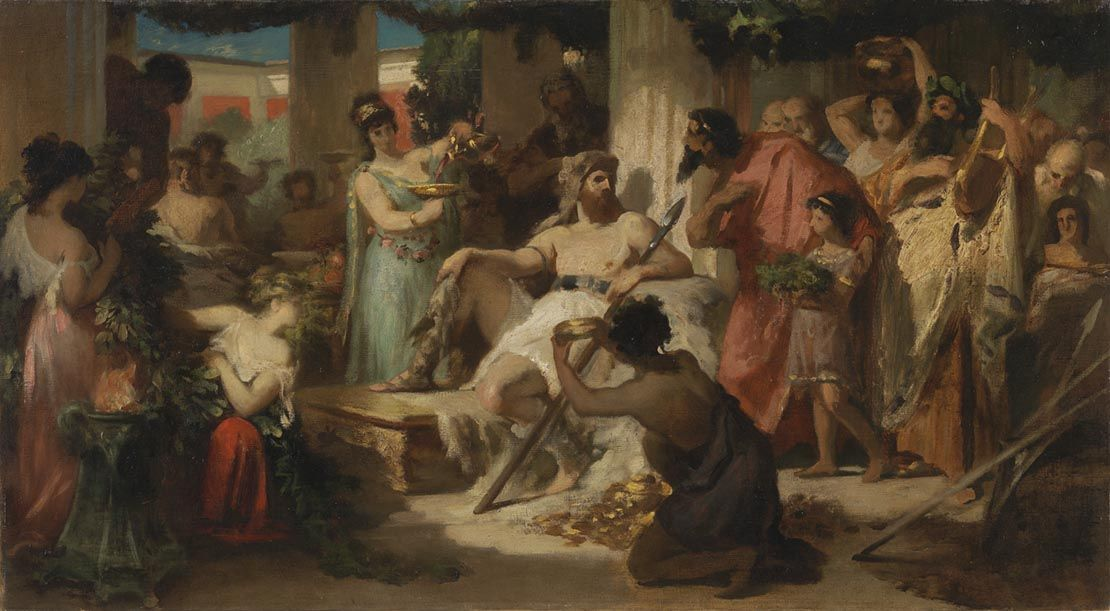
«ألاريك» في أثينا، بريشة «لودفيج ثيرش»، 1879. مجموعات ولاية بافاريا.

أدى انسحاب «ستيليكو» إلى تحرير «ألاريك» والذي قام بنهب أغلب اراضي اليونان، بما في ذلك بيرايوس، كورنث، آرغوس وأسبرطة. تمكنت أثينا من دفع فدية لتجنب التعرض للنَهب. في عام 397 عاد «ستيليكو» إلى اليونان، بعد أن أعاد بناء جيشه مع حلفاء برابرة بشكل أساسي واعتقد أن الحكومة الرومانية الشرقية سترحب الآن بوصوله. بعد بعض القتال، حاصر «ستيليكو» «ألاريك» في إيليا. ثم، مرة أخرى، تراجع «ستيليكو» إلى إيطاليا، وسار «ألاريك» إلى إبيروس.
لماذا فشل «ستيليكو» مرة أخرى في القضاء على «ألاريك» هي مسألة خلاف. لقد قيل أن جيش «ستيليكو» الذي كان معظمه من البرابرة كان غير موثوق به أو أن أمرًا آخر من «أركاديوس» والحكومة الشرقية أجبره على الانسحاب. يقترح آخرون أن «ستيليكو» أبرم اتفاقًا مع «ألاريك» وخان الشرق. على أي حال، تم إعلان «ستيليكو» عدوًا للإمبراطورية الشرقية في نفس العام.
كان هياج «ألاريك» في إبيروس كافيًا لجعل الحكومة الرومانية الشرقية تعرض عليه شروطًا للصلح في 398. جعلوا «ألاريك» قائد الجُند لكل إيليريكوم، منحه الأمر الروماني حرية التصرف في الموارد التي يحتاجها. في غضون ذلك، أخمد «ستيليكو» تمردًا في إفريقيا عام 399، والذي حرضت عليه الإمبراطورية الرومانية الشرقية، وزوج ابنته «ماريا» من الإمبراطور الغربي «هونوريوس» البالغ من العمر 11 عامًا، مما عزز قبضته على السُلطة في الغرب.

## غزو القوط الغربيين الأول لإيطاليا
جرد «أوريليانوس»، الحاكم البريتوري الجديد للشرق بعد إعدام «أوتروبيوس»، «ألاريك» من لقبه في عام 400. قُتل ما بين 700 و 7000 جُندي قوطي وعائلاتهم في أعمال شغب في القسطنطينية في 12 يوليو 400. تمرد «غايناس»، الذي تم ترقيتُه إلى قائد الجُند، لكنه قُتل على يد الهون تحت قيادة «أولدين»، الذي أرسل رأسه إلى القُسطنطينية كهدية.
مع هذه الأحداث، ولا سيما استخدام روما للهون، وانقطاعهم عن المسؤولين الرومان، شعر «ألاريك» أن وضعه في الشرق غير مُستقر. لذلك، وبينما كان «ستيليكو» مشغولاً في محاربة غزو الوندل وألان في رائيتيا ونوريكوم، قاد «ألاريك» شعبه إلى غزو إيطاليا في 401، ووصل إليها في نوفمبر دون مواجهة الكثير من المقاومة. استولى القوط على عدد قليل من المُدن غير المسماة وحاصروا العاصمة الرومانية الغربية ميديولانوم.
«ستيليكو»، الآن مع اتحاد قبائل الوندل وألان في جيشه، رفع الحصار، وعبر نهر أدا. تراجع «ألاريك» إلى بولينتيا. في عيد الفصح الأحد، 6 أبريل 402، شن «ستيليكو» هجومًا مفاجئًا أصبح اليوم يُعرف بمعركة بولينتيا. انتهت المعركة بالتعادل وتراجع «ألاريك». بعد مُفاوضات ومناورات وجيزة، اشتبكت القوتان مرة أخرى في معركة فيرونا، حيث هُزم «ألاريك» وحوصر في قلعة جبلية، مما أدى إلى خسائر فادحة في الأرواح.
في هذه المرحلة، بدأ عدد من القوط في جيش «ألاريك» بالفرار، بما في ذلك «ساروس»، الذي ذهب إلى الرومان. ثم انسحب «ألاريك» وجيشه إلى الأراضي الحدودية بجوار دالماتيا وبانونيا. خوف «هونوريوس» بعد السقوط القريب لميديولانوم، دفعه إلى نقل العاصمة الرومانية الغربية إلى ربنة، والتي كانت أكثر قابلية للدفاع لوجود المُستنقعات الطبيعية وأحتوائها على أكثر من طريق للهروب من خلال وصولها إلى البحر. ادى نقل العاصمة إلى ربنة إلى فصل البلاط الغربي عن الأحداث التي تقع خارج جبال الألب والانشغال بالدفاع عن إيطاليا، مما أدى إلى إضعاف الإمبراطورية الغربية ككُل.
بمرور الوقت، أصبح «ألاريك» حليفًا لـ «ستيليكو»، ووافق على المساعدة في المطالبة بولاية إليريكم الامبراطورية التابعة للإمبراطورية الغربية. ولهذه الغاية، قام «ستيليكو» بتسمية «ألاريك» قائدًا للجُند لمقاطعة إيليريكوم في 405. ومع ذلك، غزا قوط راداجيسوس إيطاليا في نفس العام، مِما اوقف أي خُطط من هذا القبيل. تمكن «ستيليكو» والرومان، معززا من قبل ألان، والقوط تحت حكم «ساروس»، والهون تحت قيادة «أولدين»، من هزيمة الراداجيسوس في أغسطس 406، ولكن فقط بعد تدمير شمال إيطاليا. تم أجبار 12000 من قوط راداجيسوس للخدمة العسكرية الرومانية، وتم استعباد آخرين. تم بيع الكثير منهم للعبودية من قبل القوات الرومانية المُنتصرة مما أدى إلى انهيار أسعار العبيد مؤقتًا.
فقط في عام 407 إعادة «ستيليكو» الانتباهه صوب إيليريكوم، وجمع أسطولًا لدعم غزو «ألاريك» المُقترح. ولكن بعد ذلك انهارت دفاعات نهر الراين تحت وطأة جحافل الوندل والسويبي والآلان الذين تدفقوا على بلاد الغال. السُكان المحليين الذين تعرضوا للهجوم من قبل هذه القبائل تجمعوا تحت رايت حكم مُغتصب العرش «قسطنطين الثالث». تصالح «ستيليكو» مع الإمبراطورية الرومانية الشرقية في عام 408، وفقد القوط الغربيون تحت حكم «ألاريك» قيمتهم لصالح «ستيليكو».
ثم غزا «ألاريك» وسيطر على أجزاء من نوريكوم وبانونيا العليا في ربيع عام 408. طالب بـ 288 ألف صوليدوس (أربعة آلاف رطل من الذهب)، وهدد بغزو إيطاليا إذا لم يحصل عليها. كان هذا معادلاً لمبلغ الأموال المُكتسبة من عائدات المُمتلكات من قبل عائلة واحدة من عوائل مجلس الشيوخ الروماني في عام واحد. مع الصعوبة كان «ستيليكو» قادرًا على جعل مجلس الشيوخ يوافق على دفع الفدية، والتي كانت لشراء الرومان تحالفًا جديدًا مع «ألاريك» الذي كان سيذهب إلى بلاد الغال ويقاتل «قسطنطين الثالث». النقاش حول دفع الجزية لـ«ألاريك» أضعف علاقة «ستيليكو» مع «هونوريوس».
قبل أن يتم دفع المبلغ، توفي الإمبراطور الروماني الشرقي «أركاديوس» في الأول من مايو عام 408 بسبب المرض. وخلفه ابنه الصغير «ثيودوسيوس الثاني». أراد «هونوريوس» الذهاب إلى الشرق لتأمين خلافة ابن أخيه، لكن «ستيليكو» أقنعه بالبقاء والسماح لـ «ستيليكو» بالذهاب بدلاً من ذلك.

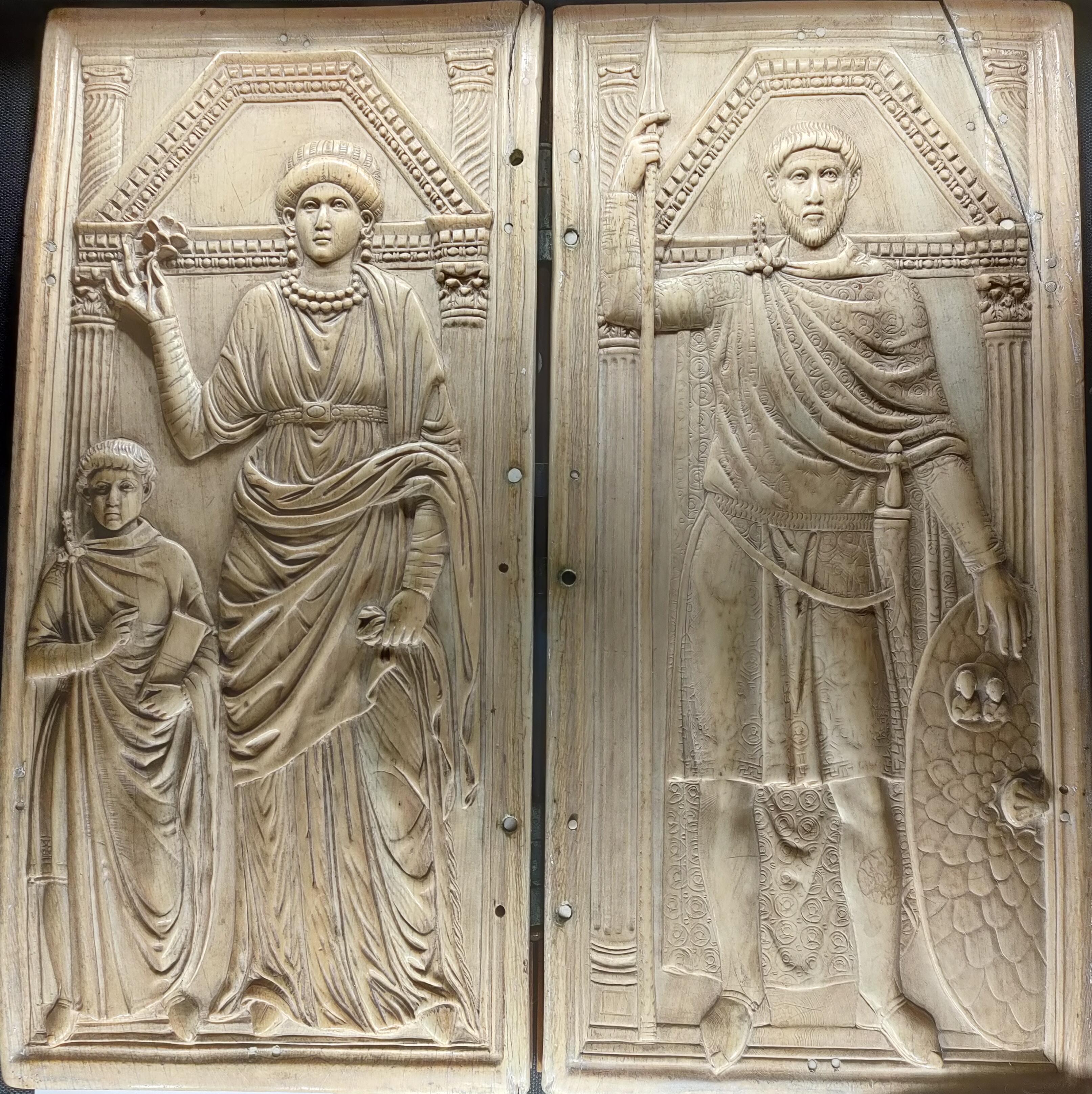
لوحة ثنائية الدرفات من العاج تصور «ستيليكو» (يمين) مع زوجته «سيرينا» وابنه «يوخيريوس»، 395 م.

نشر «أوليمبيوس»، وهو مسؤول روماني وعدو «ستيليكو»، شائعات كاذبة بأن «ستيليكو» خطط لوضع ابنه «يوخيريوس» على عرش الشرق، وصدقها الكثيرون. تمرد الجنود الرومان وبدأوا في قتل المسؤولين الذين عُرفوا بتأييدهُم لـ«ستيليكو». عرضت قوات «ستيليكو» البربرية مُهاجمة المتمردين، لكن «ستيليكو» منع ذلك. بدلا من ذلك ذهب «ستيليكو» إلى ربنة للقاء الإمبراطور من اجل حل الأزمة.
«هونوريوس»، الذي صدق الآن بأن شائعات خيانة «ستيليكو» صحيحة، أمر باعتقاله. سعى «ستيليكو» إلى ملجأ في كنيسة في ربنة، لكنه استدرج بوعود السلامة. بعد خروجه، تم القبض عليه وقيل له إنه سيعدم على الفور بناءً على أوامر «هونوريوس». رفض «ستيليكو» السماح لأتباعه بالمُقاومة، وتم إعدامه في 22 أغسطس 408. أوقف إعدام «ستيليكو» دفع الجزية إلى «ألاريك» والقوط الغربيين الذين لم يستلموا منها شيء حتى الآن. يعود الفضل إلى «ستيليكو»، الجنرال نصف الوندل والنصف الروماني في الحفاظ على الإمبراطورية الرومانية الغربية من الانهيار خلال 13 عامًا من حكمه، وكان لوفاته تداعيات عميقة على الغرب. تم إعدام ابنه «يوخيريوس» بعد فترة وجيزة في روما.
تم تعيين «أوليمبيوس» مسؤول أعلى واستبدل «ستيليكو» كقوة وراء العرش. كانت حكومته الجديدة مناهضة للجرمانية بشدة ومهووسة بتطهير أنصار «ستيليكو» السابقين. بدأ الجنود الرومان في الذبح العشوائي للجنود البرابرة المُتحالفين مع عائلاتهم في المُدن الرومانية. هرب الآلاف منهم من إيطاليا ولجأوا ألى «ألاريك» في نوريكوم. أفاد «زوسيموس» أن عدد اللاجئين قد وصل إلى 30000، لكن «بيتر هيذر» و«توماس بيرنز» يعتقدان أن هذا العدد مرتفع بشكل شُبه مُستحيل. يعتقد «هيذر» بأن «زوسيموس» أخطأ في قراءة مصدره وأن 30000 هو العدد الإجمالي للرجال المُقاتلين تحت قيادة «ألاريك» بعد انضمام اللاجئين.

## غزو القوط الغربيين الثاني لإيطاليا

### حصار روما الأول (408 م)
في محاولة للتوصل إلى اتفاق مع «هونوريوس»، طلب «ألاريك» رهائن، ذهب، وإذنًا للانتقال إلى بانونيا، رفض «هونوريوس» هذه المطالب. «ألاريك»، على علم بضعف دفاعات إيطاليا، غزا في أوائل أكتوبر، بعد ستة أسابيع من اعدام «ستيليكو». كما أرسل خبرًا إلى صهره «أتولف» للانضمام إلى الغزو بُمجرد أن يتمكن من أحضار التعزيزات.
نهب «ألاريك» والقوط الغربيون أريمينوم ومدن أخرى أثناء مسيرهُم جنوبًا. كانت مسيرة «ألاريك» بلا معارضة وعلى مهل، وكأنهم ذاهبون إلى مهرجان، بحسب «زوسيموس». بقي «ساروس» وعصابته من القوط، الذين لايزالون في إيطاليا، مُحايدين ومعزولين.
ربما استوعبت مدينة روما ما يصل إلى 800000 شخص، مما يجعلها الأكبر في العالم في ذلك الوقت. حاصر القوط تحت حكم «ألاريك» المدينة في أواخر 408. اجتاح الذعر شوارعها، وكانت هناك مُحاولة لإعادة الطقوس الوثنية في المدينة التي لا تزال مُختلطة دينيًا لدرء شر القوط الغربيين. حتى أن البابا «إينوسنت الأول» قد وافق عليها بشرط أن تتم على انفراد. لكن الكهنة الوثنيين قالوا إن التضحيات لا يمكن تقديمها إلا في الميدان الروماني، وتم التخلي عن الفكرة.
كانت «سيرينا»، زوجة «ستيليكو» وابن عم الإمبراطور «هونوريوس»، في المدينة اعتَقد بعض سُكان روما، مع القليل من الأدلة، بانها قد شجعت غزو «ألاريك». «غالا بلاسيديا»، أخت الإمبراطور «هونوريوس»، حوصرت أيضًا في المدينة وأعطت موافقتها إلى مجلس الشيوخ الروماني لإعدام «سيرينا». خُنقت «سيرينا» حتى الموت.
تلاشت آمال المساعدة من الحكومة الإمبراطورية مع استمرار الحصار وسيطر «ألاريك» على نهر التيبر، مما أدى إلى قطع الإمدادات المُتجهة إلى روما. تم تَقنين حصص الحبوب إلى النصف ثم إلى الثلث. انتشر الجوع والمرض بسرعة في جميع أنحاء المدينة، وتركت الجثث المُتعفنة دون دفن في الشوارع.
قرر مجلس الشيوخ الروماني إرسال مبعوثين إلى «ألاريك». عندما تفاخر المبعوثون أمامه بأن الشعب الروماني قد تدرب على القتال وجاهز للحرب، ضحك عليهم «ألاريك» وقال: «الحَشائش السَميكة أسهل في القطع من النَحيفة». وسأل المبعوثون تحت أي شروط يمكن رفع الحصار، طالب «ألاريك» بكل الذهب والفضة، والسلع المنزلية، والعبيد البرابرة في المدينة. سأل أحد المبعوثين ماذا سيترك لمواطني روما. أجاب «ألاريك»: «حَياتهُم».
وافق «هونوريوس» على دفع الفدية، وفي نهاية المطاف، أُجبرت المدينة على منح القوط 5000 رطل من الذهب، و 30 ألف رطل من الفضة، و 4000 سترة حريرية، و 3000 جلود مصبوغة بالقرمزي، و 3000 رطل من الفلفل في مقابل رفع الحصار. هرب العبيد البربريون إلى «ألاريك»، مما أدى إلى تضخم صفوف جيشه إلى حوالي 40.000. رفع القوط الغربيون الحصار وانسحبوا إلى إتروريا في ديسمبر 408.
لجمع الأموال اللازمة، كان على أعضاء مجلس الشيوخ الرومان المُساهمة وفقًا لإمكانياتهم. أدى ذلك إلى الفساد والاستغلال، وخرج المبلغ بنقص. ثم جرد الرومان وأذابوا التماثيل والأضرحة الوثنية لتعويض الفرق. ذكر «زوسيموس» أن أحد هذه التماثيل كان من تماثيل الاله «فيرتوس»، وأنه عندما تم صهره ليُدفع للبرابرة بدا أن «كُل ما تبقى من الشجاعة الرومانية قد انطفأ تمامًا».

### حصار روما الثاني (409 م)

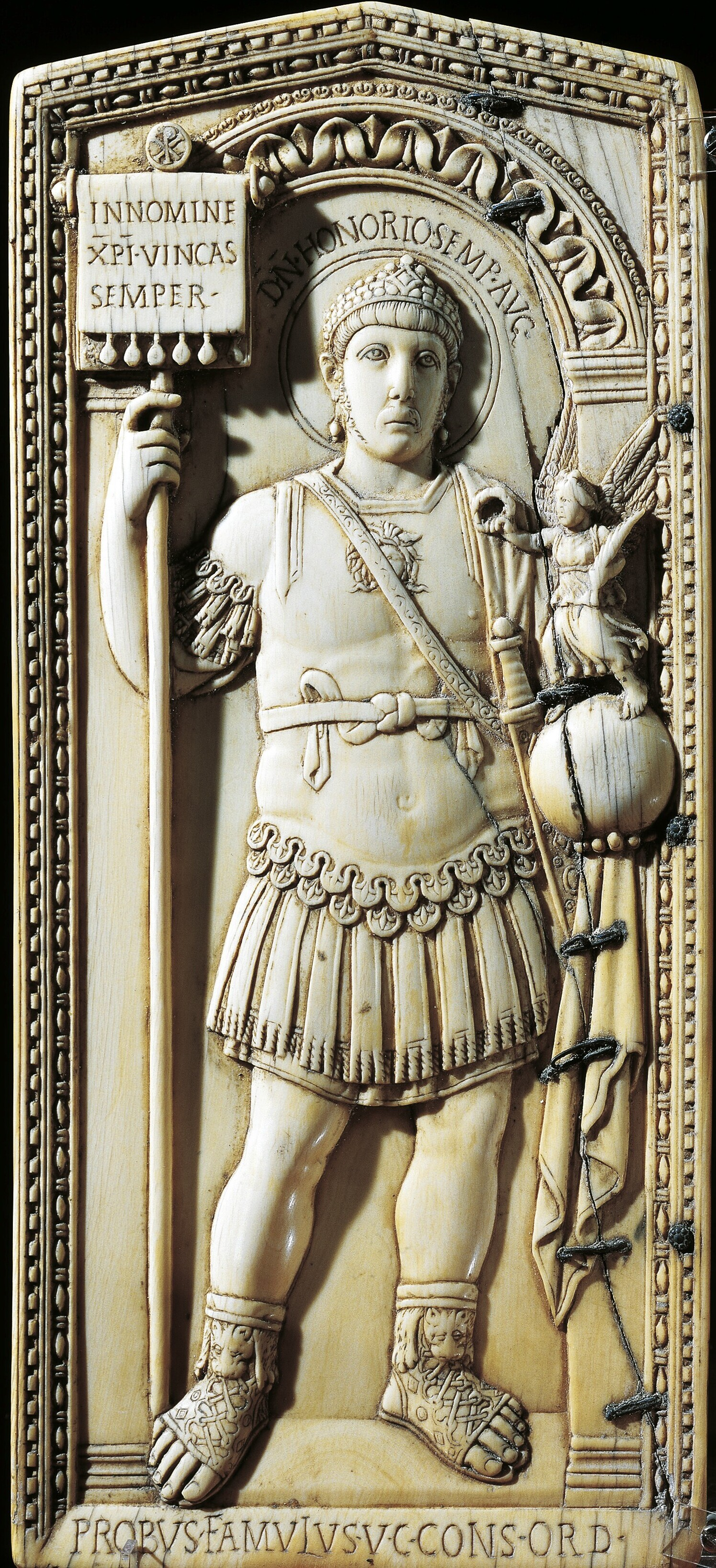
لوحة ثنائية الدرفات من العاج تصور الإمبراطور الروماني الغربي «هونوريوس»، (406 م).

في يناير 409، أرسل مجلس الشيوخ سُفراء إلى البلاط الإمبراطوري في رافينا من أجل تشجيع الإمبراطور على التصالح مع القوط، من خلال تسليم أطفال عوائل روما الارستقراطية كرهائن للقوط. ثم يستأنف «ألاريك» تحالفه مع الإمبراطورية الرومانية.
«هونوريوس»، تحت تأثير «أوليمبيوس»، رفض هذا المُقترح واستدعى خمسة جحافل من دالماسيا، بلغ مجموعها ستة آلاف رجل. كان عليهم أن يذهبوا إلى روما، لكن قائدهم، رجل يُدعى «فالنس»، سار برجاله إلى إتروريا، مُعتقدًا أنه من الجُبن أن يلتف من وراء القوط. تم اعتراضه هو ورجاله ومهاجمتهم من قبل القوة الكاملة «لألاريك»، وقُتل جميعهم تقريبًا أو أُسروا. تمكن 100 فقط من الفرار والوصول إلى روما.
إرسال مجلس الشيوخ سفارة ثانية، هذه المرة مُتظمنة البابا «إنوسنت الأول»، مع حراس قوطيين إلى «هونوريوس» للترافع معه لقبول مطالب القوط الغربيين. تلقت الحكومة الإمبراطورية أيضًا كلمة مفادها أن «أتولف»، صهر «ألاريك»، قد عبر جبال الألب الجوليانية مع قوطه مُتجهًا صوب إيطاليا بقصد الانضمام إلى «ألاريك».
استدعى «هونوريوس» جميع القوات الرومانية المُتاحة في شمال إيطاليا. وضع 300 هون من الحرس الإمبراطوري تحت قيادة «أوليمبيوس»، وربما القوات الأخرى أيضًا، وأمره باعتراض «أتولف». اشتبكوا بالقرب من بيزا، وعلى الرغم من أن قوته قتلت 1100 قوط وفقد فقط 17 من رجاله، أُجبر «أوليمبيوس»، على التراجع إلى رافينا. ثم انضم «أتولف» إلى «ألاريك».
أدى هذا الفشل إلى سقوط «أوليمبيوس» من السلطة، فر الأخير حفاظًا على حياته إلى دالماسيا. حل «جوفيوس»، الحاكم البريتوري لإيطاليا، محل «أوليمبيوس» كقوة وراء العرش وحصل على لقب بَطَرِاقَ. هندس «جوفيوس» تمردًا للجنود في رافينا طالبوا بقتل قائد الجُند «توربيليو» وقاضي الفرسان «فيجيلانتيوس»، قتل «جوفيوس» كلا الرجلين.
كان «جوفيوس» صديقًا لـ «ألاريك» وكان من مؤيدي «ستيليكو»، وبالتالي كانت الحكومة الجديدة منفتحة على المفاوضات. ذهب «ألاريك» إلى ريميني لمقابلة «جوفيوس» وتقديم مطالبه. أراد «ألاريك» دفع جزية سنوية من الذهب والحبوب والأراضي في مقاطعات دالماسيا ونوريكوم والبندقية لشعبه. كتب «جوفيوس» أيضًا رسالة بشكل خاص إلى «هونوريوس»، يشير فيها اقتراح عُرض منصب قائد الجُند على «ألاريك»، لتقليل مطالبه الأخرى. رفض «هونوريوس» الطلب، وأرسل رسالة مُهينة إلى «ألاريك»، والتي تمت تلاوتها أثناء المفاوضات.

غاضبًا، أنهى «ألاريك» المفاوضات، وعاد «جوفيوس» إلى رافينا لتقوية علاقته مع الإمبراطور. كان «هونوريوس» الآن قد حسمَ أمره على الحرب، وأقسم «جوفيوس» على رأس الإمبراطور ألا يصنع السلام أبدًا مع «ألاريك».
سرعان ما غير «ألاريك» نفسه رأيه عندما سمع أن «هونوريوس» كان يحاول تجنيد 10000 من الهون لمحاربة القوط. جمع مجموعة من الأساقفة الرومان وأرسلهم إلى «هونوريوس» بشروطه الجديدة. لم يعد يسعى للحصول على منصب روماني أو جزية بالذهب. لقد طلب الآن فقط الأراضي في نوريكوم ومقدار الحبوب الذي يجده الإمبراطور ضروريًا. المؤرخ «أولمبردس الصغير»، الذي كتب عن الحدث بعد سنوات عديدة، اعتبر هذه المطاليب مُعتدلة ومعقولة للغاية. لكن الأوان كان قد فات: رفضت حكومة «هونوريوس»، الملتزمة بالقسم والنية على الحرب، العرض. ثم سار «ألاريك» إلى روما. قبل ان يُجند الإمبراطور الـ 10 آلاف هوني.
استولى «ألاريك» على بورتوس وجدد حصار روما في أواخر 409. وفي مواجهة عودة الجوع والمرض، التقى مجلس الشيوخ مع «ألاريك». طالبهم الأخير بتعيين أحدهم كإمبراطور لمُنافسة «هونوريوس»، وحرض على انتخاب المُسن «بريسكوس أتالوس» لهذه الغاية. بعد ذلك، تم تعيين «ألاريك» كقائدًا للجُند وتم منح صهره «أتولف» المنصب الذي أتى في إطار التوازن للحكومة الجديدة المُنافسة، وتم رفع الحصار.
ظل «هيراكليان»، حاكم مُقاطعة إفريقيا الغنية بالموارد، مُخلصًا «لهوروريوس». أرسل «أتالوس» قوة رومانية لإخضاعه، رافضًا إرسال جنود قوطيين إلى هُناك لعدم ثقته في نواياهم. ثم سار «أتالوس» و«ألاريك» إلى رافينا، مما أجبر بعض المدن في شمال إيطاليا على الخضوع «لأتالوس».
خائفًا من هذا التحول في الأحداث، أرسل «هونوريوس» «جوفيوس» وآخرين إلى «أتالوس»، مُتوسلاً بأن يُشاركوا الإمبراطورية الغربية فيما بينهُم. قال «أتالوس» إنه سيتفاوض فقط على مكان نفي «هونوريوس». «جوفيوس»، من جانبه، تحول إلى جانب «أتالوس» وتم تسميته بَطَرِاقَ من قبل سيده الجديد. أراد «جوفيوس» تشويه وتعذيب «هونوريوس» أيضًا (وهو أمر كان سيصبح شائعًا في الإمبراطورية الشرقية)، لكن «أتالوس» رفض ذلك.
أصبح «هونوريوس» معزولًا بشكل مُتزايد وهو الآن في حالة ذعر تام، وكان يستعد للفرار إلى القسطنطينية عندما ظهر 4000 جُندي روماني شرقي في رافينا للدفاع عن المدينة. عزز وصولهم عزم «هونوريوس» على انتظار أخبار ما حدث في إفريقيا.
هزم «هيراكليان»، حاكم مُقاطعة إفريقيا قوة «أتالوس» وقطع الإمدادات عن روما، مُهددًا بمجاعة أخرى في المدينة. أراد «ألاريك» إرسال جنود قوطيين لغزو إفريقيا وتأمين المقاطعة، لكن «أتالوس» رفض مرة أخرى، لعدم ثقته في نوايا القوط الغربيين. بعد أن نصحه «جوفيوس» بالتخلص من إمبراطوره الدمية، استدعى «ألاريك» «أتالوس» إلى ريميني وجرده بشكل رسمي من القابه الإمبراطورية. ثم أعاد «ألاريك» وفتح المُفاوضات مع «هونوريوس».

### حصار روما الثالث والنَهب (410 م)

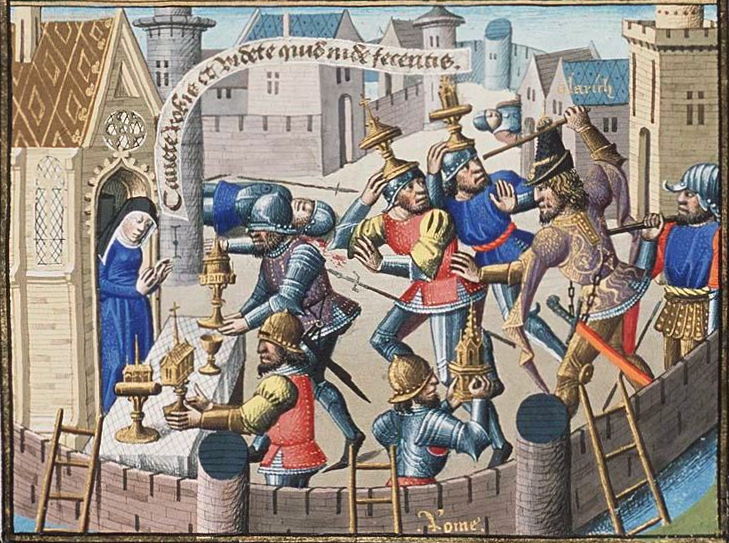
مُنممة من القرن الخامس عشر تصور نقل الأواني المُقدسة إلى الكنيسة أثناء نَهب روما 410 م من أجل الحفاظ عليها.

رتب «هونوريوس» للقاء مع «ألاريك» على بعد حوالي 12 كيلومترًا خارج رافينا. أثناء انتظار «ألاريك» في مكان الاجتماع، هاجم «ساروس»، الذي كان عدوًا لدودًا «لأتولف» والآن مُتحالفًا مع «هونوريوس»، «ألاريك» ورجاله بقوة رومانية صغيرة. يتكهن «بيتر هيذر» بأن ساروس قد خسر أيضًا الانتخابات الملكية القوطية «لألاريك» سنة 390.
نجا «ألاريك» من الهجوم، واستشاط غضبه من هذه الخيانة وإحباطه من كل الإخفاقات السابقة للنزوح إلى تسوية، وتنازل عن التفاوض مع «هونوريوس» وعاد إلى روما، التي حاصرها للمرة الثالثة والأخيرة. في 24 أغسطس 410، دخل القوط الغربيون روما عبر بوابة سالاريان، وفقًا للبعض فُتحت بواسطة الخيانة، نهب القوط المدينة لمدة ثلاثة أيام.
تم نهب العديد من المباني العظيمة في المدينة، بما في ذلك ضريح أوغسطس وهادريان، حيث دُفن العديد من أباطرة الماضي؛ وتناثر رماد الجرار في كلا المقبرتين. تمت سرقة كل المُمتلكات القابلة للنقل في جميع أنحاء المدينة. كانت بعض الأماكن القليلة التي عفى عنها القوط هي البازيليكان الرئيسيان المرتبطان «ببطرس» و«بولس»، على الرغم من أنهما سرقوا من قصر لاتيرانو محرابًا فضيًا ضخمًا يزن 2025 رطلاً كان هدية من «قُسطنطين العظيم». اقتصرت الأضرار الهيكلية التي لحقت بالمباني إلى حد كبير على المناطق القريبة من مجلس الشيوخ القديم وبوابة سالاريان، حيث تم حرق حدائق سالوست ولم يُعاد بناؤها مُطلقًا. كما تم حرق كنيسة إيميليا وكنيسة جوليا.

تم أسر العديد من الرومان، بما في ذلك أخت الإمبراطور، «غالا بلاسيديا». تم إطلاق سراح البعض، وبيع آخرون كعبيد، وتعرض آخرون للاغتصاب والقتل. نجا «بيلاجيوس»، وهو راهب روماني من بريطانيا، من الحصار وكتب سردًا لتجرُبته في رسالة إلى امرأة شابة تُدعى «ديميترياس»:
«لقد انتهت هذه الكارثة الكئيبة، وأنت نفسك شاهد على كيف فُزعت روما التي قادت العالم من البوق القوطي، عندما اقتحمت تلك الأمة الهمجية جُدرانها، وشقت طريقها عبر البوبة. فأين امتيازات الولادة وامتيازات المناصب إذن؟ ألم تكن جميع الرتب والدرجات مُتساوية في ذلك الوقت وتجمعت معًا؟ كان كل بيت آنذاك مسرحًا للبؤس، ومليئًا بالحزن والعويل. كان العبد والسيد في نفس الظروف، وفي كل مكان كان رُعب الموت هو نفسه، إلا إذا قلنا أن الخوف كان له أكبر تأثير على أولئك الذين كان لديهم أكبر اهتمام بالحياة.»
تم تعذيب العديد من السُكان للكشف عن أماكن النفائس ومُمتلكاتهُم الخاصة. واحدة كانت تبلغ من العمر 85 عامًا  القديسة «مارسيلا»، التي كانت تعيش في فُقر مدقع. كانت صديقة مقربة للقديس «جيروم»، وقد شرح تفاصيل الحادث في رسالة إلى امرأة تدعى «برينسيبييا» كانت مع «مارسيلا» أثناء النهب:

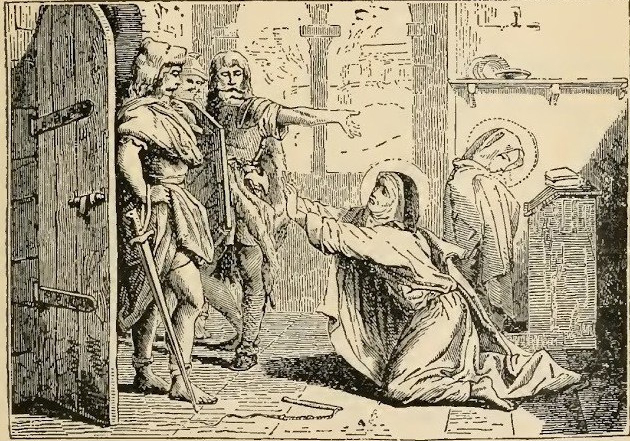
القديسة «مارسيلا» تتوسل إلى القوط. بريشة «ديودور راهول»، 1886.

«عندما دخل الجنود [منزل مارسيلا] قيل إنها استقبلتهم دون أي قلق. وعندما طلبوا منها الذهب أشارت إلى فُستانها الخشن لتُبين لهم أنه ليس لديها أي كنز مدفون. لكنهم لم يُصدقوا بفقرها، بل قاموا بجلدها وضربها بالهراوات. يقال إنها لم تشعر بأي ألم ولكن ألقت بنفسها على أقدامها مُتوسلة بالدموع من أجلك [برينسيبييا]، حتى لا تؤخذي منها، أو كي لا تتحملي مع صغر سنك ما تحملته هي كعجوز. خفف المسيح قلوبهم القاسية وحتى بين السيوف المُلطخة بالدماء أكدت المودة الطبيعية للأنسان حقها. نقلك البرابرة أنت وإياها إلى كنيست الرسول بولس، لتجدي هُناك إما مكانًا آمنًا، أو على الأقل قبرًا إذا لم يكن كذلك.»
ماتت «مارسيلا» مُتأثرة بجراحها بعد أيام قليلة.
مع ذلك، كان النَهب وفقًا لمعايير العصر مُقيدًا بعض الشيء. لم تكن هُناك مذبحة عامة للسُكان، وتم أعتبار البازيليكتين الرئيسيتين لـ«بطرس» و«بولس» كملاذ مُقدس للاجئين. نجت مُعظم المباني والمعالم الأثرية في المدينة، على الرغم من تجريدها من مُقتنياتها الثمينة.

غمر اللاجئون من روما مُقاطعة إفريقيا، وكذلك مصر والشرق. تعرض بعض اللاجئين للسرقة عندما طلبوا اللجوء، وكتب القديس «جيروم» أن «هيراكليان»، حاكم مُقاطعة إفريقيا، باع بعض اللاجئين الشباب في بيوت الدعارة الشرقية:
«من سيصدق أن روما، التي شُيدت بغزو العالم كله، قد انهارت، وأن أم الأمم أصبحت أيضًا قبرهم؛ أن شواطئ الشرق كله، ومصر، وإفريقيا، التي كانت ذات يوم تابعة للمدينة الخالدة، كانت مليئة بجنود خدمها وخادماتها، الذين يجب أن نستقبلهم كل يوم في بيت لحم المقدس رجال ونساء كانوا ذات يوم نُبلاء ولهُم كل أنواع الثروة الآن أصبحوا فقراء؟ لا يمكننا تخفيف آلام هؤلاء الذين يعانون: كل ما يُمكننا فعله هو التعاطف معهُم، وتوحيد دموعنا مع دموعهم. [...] لا توجد ساعة واحدة، ولا لحظة واحدة، لا نريح فيها حُشود الإخوة، وقد تحول هدوء الدير إلى صخب دار ضيافة. وهذا هو الحال إلى حد كبير بحيث يجب علينا إما إغلاق أبوابنا، أو التخلي عن دراسة الكتاب المقدس التي نعتمد عليها لإبقاء الأبواب مفتوحة. [...] من يستطيع التباهي عندما يرى هروب شعب الغرب، والأماكن المقدسة، المزدحمة كما هي مع الهاربين المُفلسين، عراة وجرحى، بوضوح عن ويلات البرابرة؟ لا نستطيع أن نرى ما حدث بدون دموع وأنين. من كان ليصدق أن روما العظيمة، بأمنها اللامبالي بالثروة، ستتحول إلى ناس تحتاج إلى مأوى وطعام وملبس؟ ومع ذلك، فإن البعض قاسٍ وقاسٍ لدرجة أنهم، بدلاً من إظهار التعاطف، يكسرون خرق وحِزم الأسرى، ويتوقعون العثور على ذهب لمن هم ليسوا أكثر من سُجناء.»
يسجل المؤرخ «بروكوبيوس» قصة، عند سماعه نبأ «هلاك» روما، صُدم الإمبراطور «هونوريوس» في البداية، مُعتقدًا أن الخبار كان يُشير إلى دجاجته المُفضلة التي أطلق عليها اسم «روما»:

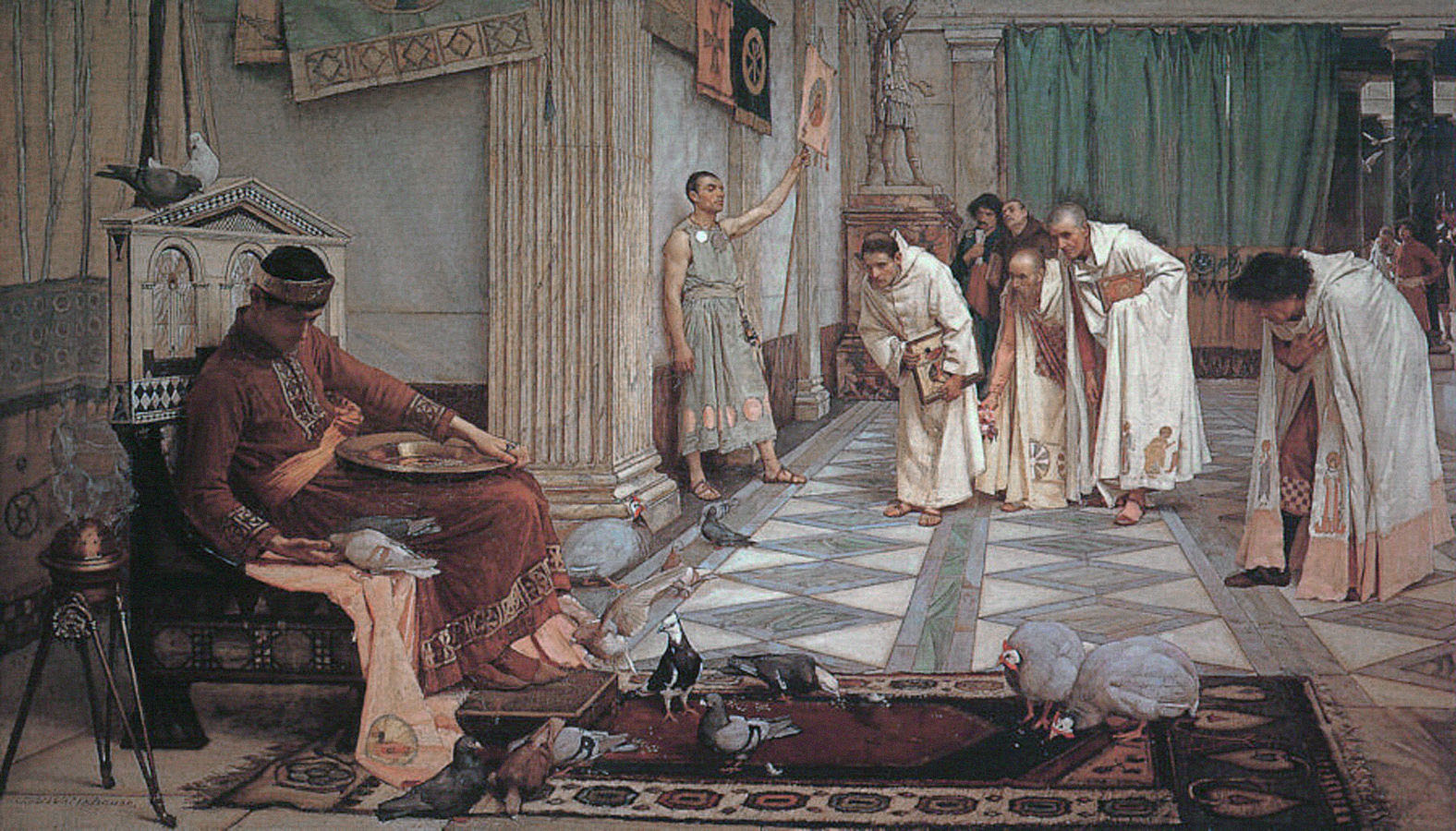
مُفضلة الإمبراطور «هونوريوس»، بريشة «جون ويليام ووترهاوس»، 1883. معرض فنون جنوب أستراليا.

«في ذلك الوقت يقولون إن الإمبراطور هونوريوس في رافينا تلقى رسالة من أحد خدمه المخصيين، من الواضح أنه كان من رعاة الدواجن، مفادُها أن روما قد هلكت. فصرخ وقال:» وقد أكل للتو من يدي!«لأنه كان لديه ديك كبير جدا، معروف روما بالاسم؛ واستوعب الخصي كلماته فقال إن مدينة روما هي التي هلكت على يد ألاريك، وأجاب الإمبراطور بحسرة الصعداء بسرعة:» لكنني ظننت أن طيرتي روما قد هلكت«. ويقولون إن الحماقة التي استحوذ عليها هذا الإمبراطور كانت عظيمة جدًا.»

## آثار الواقعة والتداعيات
بعد ثلاثة أيام من النهب، غادر «ألاريك» روما بسرعة وتوجه إلى جنوب إيطاليا. أخذ معه ثروة المدينة ورهينة قيّمة، مُتمثلة بـ«غالا بلاسيديا»، أخت الإمبراطور «هونوريوس». دمر القوط الغربيون كامبانيا ولوكانيا وقلورية. تم طرد نولا وربما كابوا، وهدد القوط الغربيون بغزو صقلية وإفريقيا. ومع ذلك، لم يتمكنوا من عبور مضيق ميسينا حيث دمرت عاصفة السفن التي جمعوها. توفي «ألاريك» بسبب المرض في كوزنسا في أواخر 410، بعد أشهر فقط من نَهب روما. وفقًا للأسطورة، تم دفنه مع كنزه من قبل العبيد في قاع نهر بوسينتو، ثم قُتل العبيد لإخفاء مَوقعه. انتخب القوط الغربيون «أتولف»، صهر الأخير، ملكًا جديدًا لهم. ثم تحرك القوط الغربيون شمالًا متجهين إلى بلاد الغال. تزوج «أتولف» من «غالا بلاسيديا» عام 414، لكنه توفي بعد عام واحد. أسس القوط الغربيون مملكة القوط الغربيين في جنوب غرب بلاد الغال عام 418، واستمروا في مساعدة الإمبراطورية الرومانية الغربية في محاربة «أتيلا الهوني» في معركة سهول كاتالونيا عام 451.

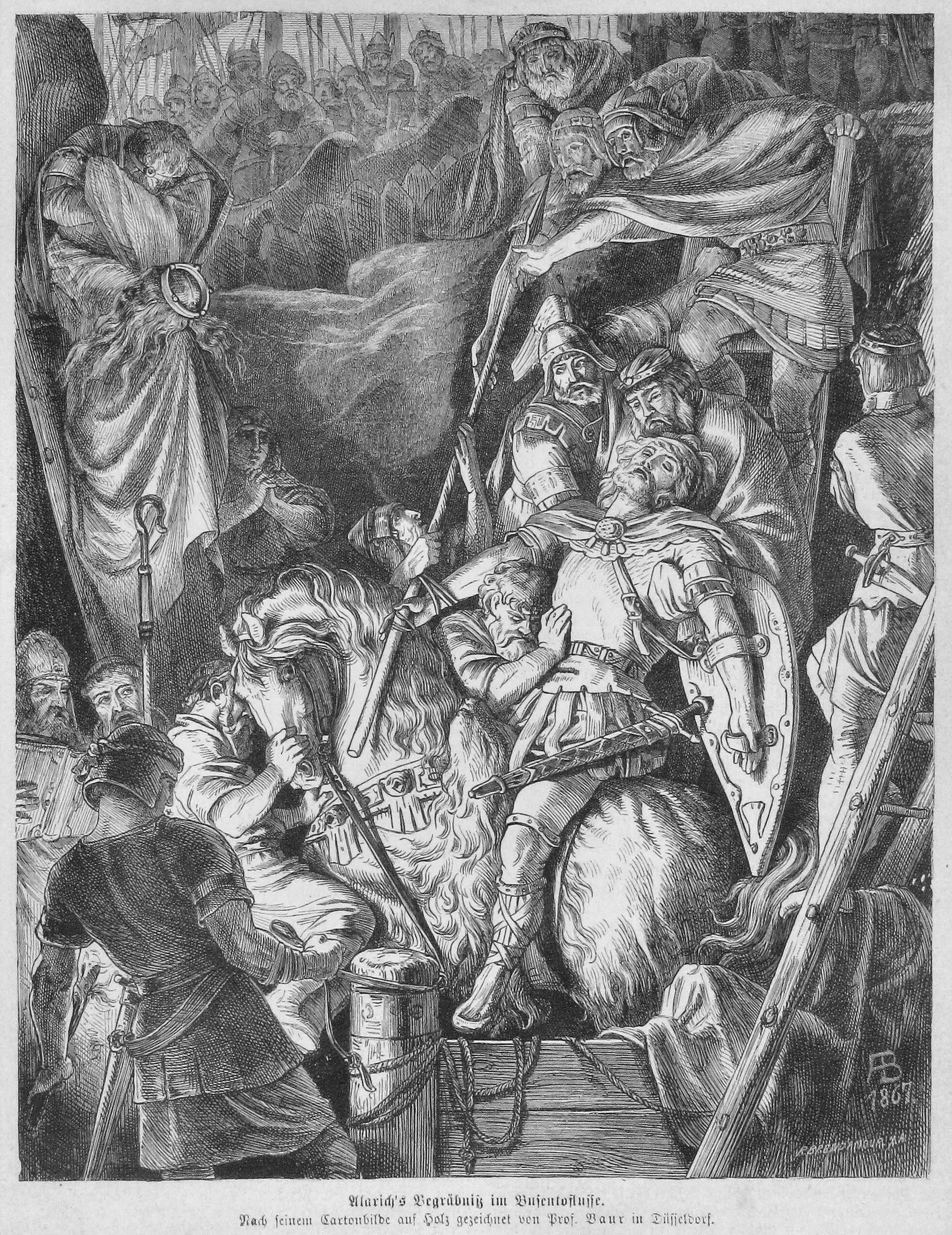
دفن «ألاريك» في نهر بوسينتو. بريشة «باور دوسلدورف»، 1873.

تسبب غزو القوط الغربيين لإيطاليا في انخفاض الضرائب على الأراضي في أي مكان من خُمس إلى تُسع قيمتها قبل الغزو في المُقاطعات المُتضررة. السخاء الأرستقراطي، الدعم المحلي للمباني العامة والآثار من قبل الطبقات العليا، انتهى في جنوب وسط إيطاليا بعد نهب تلك المناطق. باستخدام عدد الأشخاص على المسجلين على إعانات الطعام الروماني كدليل، يقدر المؤرخ الفرنسي «برتراند لانكون» أن إجمالي عدد سُكان مدينة روما انخفض من 800000 في 408 م إلى 500000 بحلول 419 م.

كانت هذه هي المرة الأولى التي يتم فيها نهب مدينة روما منذ ما يقرب من 800 عام، وقد كشفت عن ضعف الإمبراطورية الرومانية الغربية المُتزايد والضعف العسكري. كان الأمر صادمًا للناس عبر نصفي الإمبراطورية الذين اعتبروا روما المدينة الأبدية والقلب الرمزي لإمبراطوريتهم. أعلن الإمبراطور الروماني الشرقي «ثيودوسيوس الثاني» الحداد ثلاثة أيام في القسطنطينية. كتب القديس «جيروم» في حزنه، «إذا كان يُمكن لروما أن تهلك، فأين الأمان؟» في بيت لحم، أوضح صدمته في مُقدمة تعليقه على سفر حزقيال:
[...] وصلتني الرسائل فجأة بموت باماكيوس ومارسيلا، وحصار روما، ونوم العديد من إخوتي وأخواتي. لقد شعرت بالذهول والفزع في ذلك اليوم والليل لم أكن أفكر في شيء سوى رفاهية المُجتمع؛ بدا الأمر كما لو أنني أشارك القديسين في أسرهم، ولم أتمكن من فتح شفتي حتى أعرف شيئًا أكثر تحديدًا؛ وطوال الوقت، وأنا مليء بالقلق، كنت أتأرجح بين الأمل واليأس، وكنت أعذب نفسي بمصائب الآخرين. ولكن عندما انطفأ الضوء الساطع للعالم كله، أو بالأحرى، عندما قُطع رأس الإمبراطورية الرومانية، وللتحدث بشكل صحيح أكثر، فقد العالم كله في مدينة واحدة، `` صرت صامتًا وأذللت نفسي، وصمتت. من الكلمات الطيبة، ولكن حزني اندلع من جديد، وقلبي أشرق في داخلي، وبينما كنت أتأمل اشتعلت النار.
كانت الإمبراطورية الرومانية في ذلك الوقت لا تزال في خضم الصراع الديني بين الوثنيين والمسيحيين. استخدم الطرفان النَهب لتعزيز مزاعمهما المتنافسة حول الشرعية الإلهية. يعتقد «بولس أوروسيوس»، وهو كاهن وعالم لاهوت مسيحي، أن النهب كان غضب الله على المدينة الفخمة والمُجدِّفة، وأن النهب لم يكن قاسًا جدًا إلا من خلال إحسان الله. فقدت روما ثروتها، لكن السيادة الرومانية استمرت، وأن التحدث إلى الناجين في روما قد يُعتقد أنه «لم يحدث شيء». يعتقد «زوسيموس»، المؤرخ الوثني الروماني، أن المسيحية، من خلال تخليها عن الطقوس التقليدية القديمة، قد أضعفت الفضائل السياسية للإمبراطورية، وأن القرارات السيئة للحكومة الإمبراطورية التي أدت إلى النَهب كانت بسبب عدم وجود الآلهة القُدماء.
دفعت الهجمات الدينية والسياسية على المسيحية القديس «أوغسطين» إلى كتابة دفاعه بعنوان «مدينة الله» ، والذي أصبح أساسًا للفكر المسيحي.
كان النهب تتويجًا للعديد من المُشكلات النهائية التي واجهت الإمبراطورية الرومانية الغربية. أضعف التمرد والاغتصاب المحلي الإمبراطورية في مواجهة الغزوات الخارجية. هذه العوامل ستضر بشكل دائم باستقرار الإمبراطورية الرومانية في الغرب. في غضون ذلك، أصبح الجيش الروماني أكثر همجية وخيانة للإمبراطورية. تبع ذلك نهب أكثر شدة لروما من قبل الوندل في عام 455، وانهارت الإمبراطورية الرومانية الغربية أخيرًا في عام 476 عندما أزاح الجرماني «أودواكر» آخر إمبراطور روماني غربي، «رومولوس أوغستولوس»، وأعلن نفسه ملكًا لإيطاليا.